# Ricca Allen
Ricca Allen (Victoria, 9 giugno 1863 – Los Angeles, 13 settembre 1949) è stata un'attrice canadese.

## Filmografia
- His Mother's Song - cortometraggio (1913)
- La figlia degli Dei (A Daughter of the Gods), regia di Herbert Brenon (1916)
- A Wife by Proxy, regia di John H. Collins (1917)
- The Mortal Sin, regia di John H. Collins (1917)
- God's Man, regia di George Irving (1917)
- The Duchess of Doubt, regia di George D. Baker (1917)
- Lady Barnacle, regia di John H. Collins (1917)
- Aladdin's Other Lamp, regia di John H. Collins (1917)
- The Lifted Veil, regia di George D. Baker (1917)
- Life's Whirlpool, regia di Lionel Barrymore (1917)
- Outwitted, regia di George D. Baker (1917)
- The Shell Game, regia di George D. Baker (1918)
- With Neatness and Dispatch, regia di Will S. Davis (1918)
- The Passing of the Third Floor Back
- The Heart of a Girl, regia di John G. Adolfi (1918)
- Our Mrs. McChesney, regia di Ralph Ince (1918)
- The Power and the Glory, regia di Lawrence C. Windom (1918)
- The Divorcee, regia di Herbert Blaché (1919)
- Speedy Meade
- The Man Who Stayed at Home, regia di Herbert Blaché (1919)
- The Chamber Mystery, regia di Abraham S. Schomer (1920)
- Headin' Home, regia di Lawrence C. Windom (1920)
- The Song of the Soul, regia di Tom Terriss (1920)
- Il giuramento (The Oath), regia di Raoul Walsh (1921)
- Silas Marner, regia di Frank P. Donovan (1922)
- The Empty Cradle, regia di Burton L. King (1923)
- The Mad Dancer, regia di Burton L. King (1925)
- The Virgin Wife (1926)
- Many a Slip, regia di Charles R. Bowers e Harold L. Muller  - cortometraggio (1927)
- A Greenwich Village Romance, regia di Harold R. Hall (1927)  - cortometraggio
- Close Harmony, regia di John Cromwell, A. Edward Sutherland (1929)
- No More Children, regia di Albert H. Kelley (1929)
- L'isola degli agguati (Murder in Trinidad), regia di Louis King (1934)
- Vigliaccheria (Whom the Gods Destroy), regia di Walter Lang (1934)
- Usanze d'allora (The Pursuit of Happiness), regia di Alexander Hall (1934)
- Il velo dipinto (The Painted Veil), regia di Richard Boleslawski (1934)
- Men Without Names, regia di Ralph Murphy (1935)
- Thanks a Million, regia di Roy Del Ruth (1935)
- Il sentiero del pino solitario (The Trail of the Lonesome Pine), regia di Henry Hathaway (1936)
- Sul sentiero dei mostri (One Million B.C.), regia di Hal Roach (1940)
- Red Skins and Red Heads, regia di Harry D'Arcy - cortometraggio (1941)